# Тайлер (округ, Західна Вірджинія)
Шаблон:StateAbbr_ 39°28′ пн. ш. 80°53′ зх. д. / 39.47° пн. ш. 80.88° зх. д.
О́круг  Та́йлер (англ. Tyler County) — округ (графство) у штаті  Західна Вірджинія, США. Ідентифікатор округу 54095.

## Історія
Округ утворений 1814 року.

## Демографія
За даними перепису 2000 року загальне населення округу становило 9592 осіб, зокрема міського населення було 2681, а сільського — 6911. Серед мешканців округу чоловіків було 4686, а жінок — 4906. В окрузі було 3836 домогосподарств, 2833 родин, які мешкали в 4780 будинках. Середній розмір родини становив 2,89.
Віковий розподіл населення поданий у таблиці:
| Стать    | До 15 років | 15-21 | 22-29 | 30-39 | 40-49 | 50-65 | 65-85 | Понад 85 |
| -------- | ----------- | ----- | ----- | ----- | ----- | ----- | ----- | -------- |
| Чоловіки | 889         | 411   | 407   | 611   | 767   | 907   | 639   | 55       |
| Жінки    | 920         | 389   | 387   | 657   | 756   | 912   | 754   | 131      |

## Суміжні округи
- Ветзел — північний схід
- Доддридж — південний схід
- Рітчі — південний захід
- Плезантс — захід
- Вашингтон, Огайо — захід
- Монро, Огайо — північний захід

## Виноски
1. ↑  U.S. Decennial Census. United States Census Bureau. Процитовано 16 січня 2014.
2. ↑  Historical Census Browser. University of Virginia Library. Архів оригіналу за 11 серпня 2012. Процитовано 16 січня 2014.
3. ↑  Population of Counties by Decennial Census: 1900 to 1990. United States Census Bureau. Процитовано 16 січня 2014.
4. ↑  Census 2000 PHC-T-4. Ranking Tables for Counties: 1990 and 2000 (PDF). United States Census Bureau. Процитовано 16 січня 2014.
5. ↑  State & County QuickFacts. United States Census Bureau. Архів оригіналу за 7 червня 2011. Процитовано 16 січня 2014. [Архівовано 2011-06-07 у Wayback Machine.](англ.) Наведено за англійською вікіпедією.
6. ↑  American FactFinder. Бюро перепису населення США. Архів оригіналу за 26 лютого 2012. Процитовано 31 січня 2008. [Архівовано 2008-05-21 у Wayback Machine.]

| США | Це незавершена стаття з географії США. Ви можете допомогти проєкту, виправивши або дописавши її. |